# Megamaschine
Der Begriff der Megamaschine wurde von Lewis Mumford in seinem Werk Der Mythos der Maschine geprägt und unter anderem von Erich Fromm und Rudolf Bahro aufgegriffen. Der Mensch ist der autoritären Monotechnik unterworfen, die sich durch zentralistische Gewalt, Macht und Bürokratie ausweist und den Menschen funktionalisiert. Ziel ist es, das Eigenleben der Megamaschine zurückzunehmen und Technik im Sinne der Nachhaltigkeit natur- und menschenverträglich auszurichten.
Mumford hat ursprünglich unter der Megamaschine die Einbindung von Menschen in eine umfassende hierarchische Organisation verstanden, die einem von außen gesetzten Hauptzweck untergeordnet sind, zum Beispiel als Arbeitskräfte Pyramiden zu erbauen, ein Imperium zusammenzuhalten oder in den Weltkriegen als Soldaten in Armeen zu kämpfen.